# Iphoctesis echinipes
Iphoctesis echinipes Simon, 1903 è un ragno appartenente alla famiglia Thomisidae.
È l'unica specie nota del genere Iphoctesis.

## Distribuzione
L'unica specie oggi nota di questo genere è stata rinvenuta in Madagascar

## Tassonomia
Dal 1903 non sono stati esaminati altri esemplari, né sono state descritte sottospecie al 2014.